# Lista dos estados da região Norte do Brasil por IDH
Esta página contém a Lista dos estados da região Norte do Brasil por IDH, com valores publicados pelo PNAD Brasil. 
Segue abaixo baseados em dados do IBGE entre os anos de 2000 e 2021;
- = aumento nos dados de 2021 - comparado aos dados de 2020;
- = dados de 2021 mantiveram-se os mesmos de 2020;
- = diminuição nos dados de 2021 - comparada aos dados de 2020.

## IDH-M
| Posição | Posição | Estados   | IDH   | IDH   | IDH   | IDH   | IDH   | País Comparável |
| Em 2021 | Em 2020 | Estados   | 2021  | 2020  | 2015  | 2010  | 2000  | País Comparável |
| ------- | ------- | --------- | ----- | ----- | ----- | ----- | ----- | --------------- |
| 1       | (0)     | Tocantins | 0,731 | 0,755 | 0,730 | 0,699 | 0,525 | Tunísia         |
| 2       | (0)     | Acre      | 0,710 | 0,746 | 0,718 | 0,663 | 0,517 | Jamaica         |
| 3       | (2)     | Amazonas  | 0,700 | 0,727 | 0,711 | 0,674 | 0,515 | Filipinas       |
| 4       | (1)     | Rondônia  | 0,700 | 0,739 | 0,706 | 0,690 | 0,537 | Filipinas       |
| 5       | (1)     | Roraima   | 0,699 | 0,739 | 0,748 | 0,707 | 0,598 | Filipinas       |
| 6       | (1)     | Pará      | 0,690 | 0,719 | 0,689 | 0,646 | 0,518 | Venezuela       |
| 7       | (1)     | Amapá     | 0,688 | 0,724 | 0,728 | 0,708 | 0,577 | Iraque          |

### Educação
| Posição | Posição | Estados   | IDH-Educação | IDH-Educação | IDH-Educação | IDH-Educação | IDH-Educação | País Comparável |
| Em 2021 | Em 2020 | Estados   | 2021         | 2020         | 2015         | 2010         | 2000         | País Comparável |
| ------- | ------- | --------- | ------------ | ------------ | ------------ | ------------ | ------------ | --------------- |
| 1       | (0)     | Tocantins | 0,732        | 0,763        | 0,707        | 0,624        | 0,348        | Egito           |
| 2       | (2)     | Amazonas  | 0,720        | 0,748        | 0,686        | 0,561        | 0,324        | Jordânia        |
| 3       | (2)     | Rondônia  | 0,694        | 0,743        | 0,664        | 0,577        | 0,345        | Botswana        |
| 4       | (1)     | Acre      | 0,692        | 0,753        | 0,679        | 0,559        | 0,325        | Bolívia         |
| 5       | (1)     | Pará      | 0,686        | 0,713        | 0,638        | 0,528        | 0,319        | Iraque          |
| 6       | (4)     | Roraima   | 0,673        | 0,759        | 0,758        | 0,628        | 0,457        | El Salvador     |
| 7       | (0)     | Amapá     | 0,647        | 0,701        | 0,690        | 0,629        | 0,424        | Tuvalu          |

### Renda
| Posição | Posição | Estados   | IDH-Renda | IDH-Renda | IDH-Renda | IDH-Renda | IDH-Renda | País Comparável |
| Em 2021 | Em 2020 | Estados   | 2021      | 2020      | 2015      | 2010      | 2000      | País Comparável |
| ------- | ------- | --------- | --------- | --------- | --------- | --------- | --------- | --------------- |
| 1       | (1)     | Tocantins | 0,684     | 0,691     | 0,688     | 0,690     | 0,605     | Iraque          |
| 2       | (1)     | Roraima   | 0,680     | 0,680     | 0,719     | 0,695     | 0,652     | Marrocos        |
| 3       | (2)     | Rondônia  | 0,677     | 0,704     | 0,689     | 0,712     | 0,654     | El Salvador     |
| 4       | (0)     | Acre      | 0,655     | 0,668     | 0,674     | 0,671     | 0,612     | Bangladesh      |
| 5       | (1)     | Amapá     | 0,648     | 0,663     | 0,690     | 0,694     | 0,638     | Tuvalu          |
| 6       | (1)     | Pará      | 0,645     | 0,664     | 0,656     | 0,646     | 0,601     | Tuvalu          |
| 7       | (0)     | Amazonas  | 0,641     | 0,657     | 0,673     | 0,677     | 0,608     | Tuvalu          |

### Longevidade
| Posição | Posição | Estados   | IDH-Longevidade | IDH-Longevidade | IDH-Longevidade | IDH-Longevidade | IDH-Longevidade | País Comparável       |
| Em 2021 | Em 2020 | Estados   | 2021            | 2020            | 2015            | 2010            | 2000            | País Comparável       |
| ------- | ------- | --------- | --------------- | --------------- | --------------- | --------------- | --------------- | --------------------- |
| 1       | (0)     | Acre      | 0,788           | 0,825           | 0,809           | 0,777           | 0,694           | Antigua e Barbuda     |
| 2       | (0)     | Tocantins | 0,779           | 0,817           | 0,800           | 0,793           | 0,688           | Bósnia e Herzegovina  |
| 3       | (0)     | Amapá     | 0,778           | 0,815           | 0,811           | 0,813           | 0,711           | São Cristóvão e Neves |
| 4       | (1)     | Roraima   | 0,745           | 0,783           | 0,768           | 0,809           | 0,717           | Azerbaijão            |
| 5       | (1)     | Amazonas  | 0,744           | 0,783           | 0,777           | 0,805           | 0,692           | Argélia               |
| 6       | (2)     | Pará      | 0,744           | 0,784           | 0,781           | 0,789           | 0,725           | Tonga                 |
| 7       | (0)     | Rondônia  | 0,731           | 0,770           | 0,769           | 0,800           | 0,688           | Egito                 |

## Evolução
| Estado    | Variação 2000-2010 | Variação 2000-2010 | Variação 2000-2010 | Variação 2010-2015 | Variação 2010-2015 | Variação 2010-2015 | Variação 2015-2021 | Variação 2015-2021 | Variação 2015-2021 | Variação Total (2000-2021) | Variação Total (2000-2021) |
| Estado    | Ranking            | Posição            | IDH                | Ranking            | Posição            | IDH                | Ranking            | Posição            | IDH                | Posição                    | IDH                        |
| --------- | ------------------ | ------------------ | ------------------ | ------------------ | ------------------ | ------------------ | ------------------ | ------------------ | ------------------ | -------------------------- | -------------------------- |
| Tocantins | (1)                | 3                  | +0,174             | (1)                | 2                  | +0,031             | (1)                | 1                  | +0,001             | (3)                        | +0,206                     |
| Acre      | (0)                | 6                  | +0,146             | (2)                | 4                  | +0,055             | (2)                | 2                  | - 0,008            | (4)                        | +0,193                     |
| Amazonas  | (2)                | 5                  | +0,159             | (0)                | 5                  | +0,037             | (2)                | 3                  | - 0,011            | (2)                        | +0,185                     |
| Rondônia  | (1)                | 4                  | +0,153             | (2)                | 6                  | +0,016             | (2)                | 4                  | - 0,006            | (0)                        | +0,163                     |
| Roraima   | (1)                | 2                  | +0,109             | (1)                | 1                  | +0,040             | (4)                | 5                  | - 0,049            | (3)                        | +0,101                     |
| Pará      | (2)                | 7                  | +0,128             | (0)                | 7                  | +0,043             | (1)                | 6                  | +0,001             | (1)                        | +0,175                     |
| Amapá     | (1)                | 1                  | +0,131             | (2)                | 3                  | +0,020             | (4)                | 7                  | - 0,040            | (6)                        | +0,111                     |
| Média     | + 0,142            | + 0,142            | + 0,142            | + 0,034            | + 0,034            | + 0,034            | - 0,016            | - 0,016            | - 0,016            | + 0,162                    | + 0,162                    |